# Licania
Licania ist eine Pflanzengattung innerhalb der Familie der Goldpflaumengewächse (Chrysobalanaceae). Die meisten der bis 2016 noch über 210 Arten sind in Südamerika verbreitet; nur zwölf Arten kommen in Nordamerika, drei in Asien und eine in Afrika vor.

## Beschreibung

### Erscheinungsbild
Innerhalb der Gattung Licania kommen sowohl Sträucher als auch Bäume vor, die Wuchshöhen von bis zu 35 Meter erreichen. Einige wenige Ausnahmen, wie beispielsweise Licania dealbata und Licania michauxii sind auch halbstrauchartig.

### Blätter
Die wechselständig angeordneten Laubblätter sind einfach und ganzrandig.
Zur Unterscheidung der Arten ist die Blattunterseite von Bedeutung. Im Wesentlichen gibt es hier fünf verschiedene Typen. In den meisten Fällen ist die Behaarung wollig und bedeckt die gesamte Blattunterseite. Im einfachsten Fall hingegen ist die Aderung unauffällig und die Blattunterseite unbehaart. In der dritten Ausprägung ist die Blattnervatur mit Härchen besetzt. Im Bereich der Untergattung Licania kommt bei einigen Arten eine brüchige Behaarung der Blattunterseite vor, die in der Familie der Goldpflaumengewächse einzigartig ist. Im letzten Fall ergeben sich durch eine ausgeprägte Nervatur kleine Kämmerchen. Die Blattoberseite ist meist in einem Bereich um den Blattstiel mit Drüsen besetzt, nur der Blattstiel selbst ist mit Ausnahme von Licania licaniiflora drüsenlos.
Zusätzlich gibt es drei Ausprägungen von meist haltbaren Nebenblättern. Beim ersten Typ handelt es sich um kleine, freistehende, pfriemförmige Blättchen. Jene des zweiten Typus setzen seitlich an und haben die Form eines schmalen {\displaystyle \Delta }. Der letzte Typus ist intrapetiolar.

### Blütenstand, Blüten und Früchte

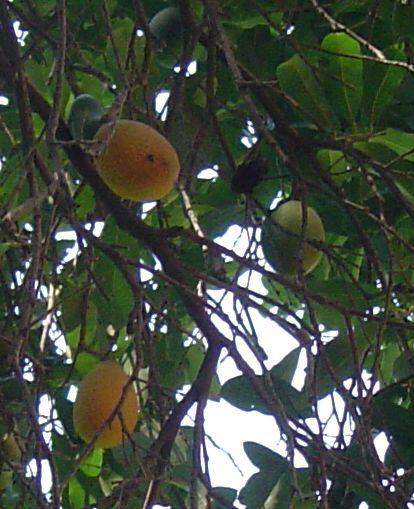
Früchte der Licania tomentosa

Der Blütenstand kommt ebenfalls in verschiedenen Ausprägungen vor. Am häufigsten besteht er aus einer ungestielten, verzweigten oder einfachen, zymösen Traube. Selten sind die Zymen der Traube aber auch kurzstielig mit kurzstieligen Blüten.
Die meist zwittrigen Blüten sind radiärsymmetrisch oder leicht zygomorph und fünfzählig mit doppelter Blütenhülle. Eine Ausnahme bildet die einzige afrikanische Art Licania elaeosperma, deren Blüten eingeschlechtig sind. Der auf der Innenseite behaarte Blütenboden ist bei einem Durchmesser von 1 bis 8 Millimetern meist tassen- oder urnenförmig; manchmal ist er kreisel- oder kniescheibenförmig. Es gibt sowohl fünf Kelchblätter. Es gibt meist fünf Kronblätter, sie können jedoch fehlen. Die Zahl der Staubblätter reicht von drei bis 40, wobei die meist kahlen Staubfäden entweder einen Kreis bilden oder nur auf einer Seite sitzen. Die in der Nähe des Blütenboden sitzenden Fruchtknotens sind einblättrig und einfächrig. Der Griffel ist fadenförmig und besitzt drei unauffällige Lappen an seiner Spitze.
Die Steinfrüchte sind von 12 mal 8 Millimeter bis 10 mal 5 Zentimeter groß. Die Außenhaut der Früchte ist entweder filzig behaart, glatt oder warzig.

## Systematik und Verbreitung
Die Gattung Licania wurde 1775 durch Jean Baptiste Christophe Fusée Aublet in Histoire des Plantes de la Guiane Françoise, 1, S. 119, Tafel 45 aufgestellt. Der botanische Gattungsname Licania leitet sich durch Umstellung von der ursprünglichen karibischen Bezeichnung Calignia ab. Typusart ist Licania incana Aubl. Synonyme für Licania Aubl. sind: Afrolicania Mildbr., Coccomelia Ridl., Dahuronia Scop., Hedycrea Schreb., Lincania G.Don, Plegerina B.D.Jacks., Trichocarya Miq.
Licania-Arten kommen pantropisch vor. Die meisten Licania-Arten finden sich in Regenwäldern. Ausnahmen sind hier zum Beispiel Licania michauxii, welche sogar auf Sanddünen in Florida wächst, und Licania arborea die in trockenen Wäldern von Peru bis nach Mexiko vorkommt.
Licania ist eine Gattung im Tribus Chrysobalaneae innerhalb der Familie der Chrysobalanaceae. Die Gattung Licania ist in fünf Untergattungen gegliedert. In der Untergattung Licania haben die Arten meist unter zehn Staubfäden und sind in der Neuen Welt verbreitet. Die ebenfalls nur in Amerika vorkommenden Arten der Untergattung Moquilea (Aubl.) Prance besitzen zwischen zehn und zwanzig Staubfäden. Die weiteren drei Untergattungen enthalten jeweils nur wenige Arten. Die südamerikanische Licania licaniiflora ist die einzige Art der Untergattung Parinariopsis Huber. Die Untergattung Afrolicania die einzige afrikanische Art Licania elaeosperma. Die asiatischen Arten finden sich in der Untergattung Angelesia (Korth.) Prance & F.White. Die Untergattungen Moquilea, Afrolicania und Angelesia werden nach R. Govaerts als eigenständige Gattungen angesehen.

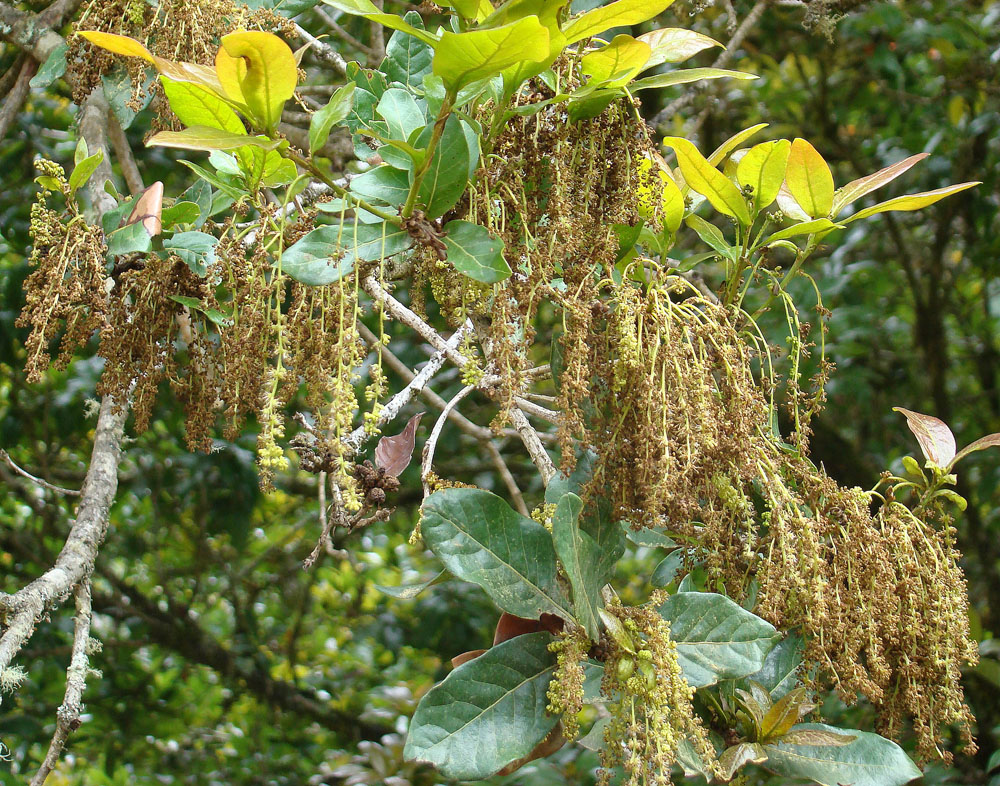
Licania arborea

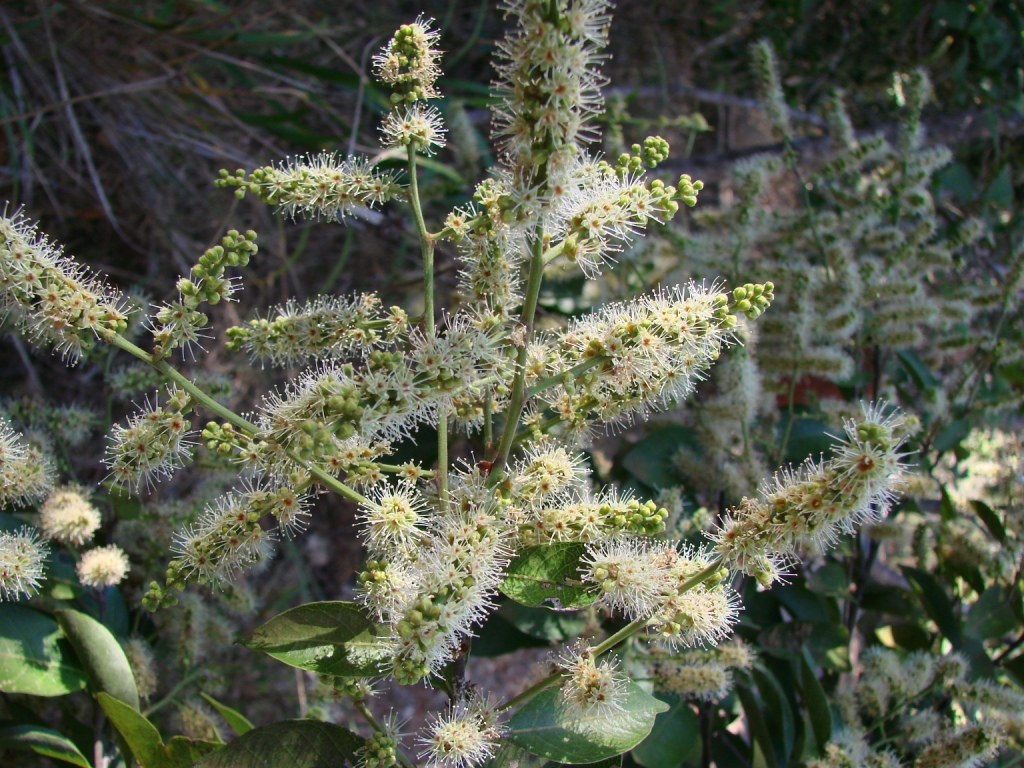
Licania humilis

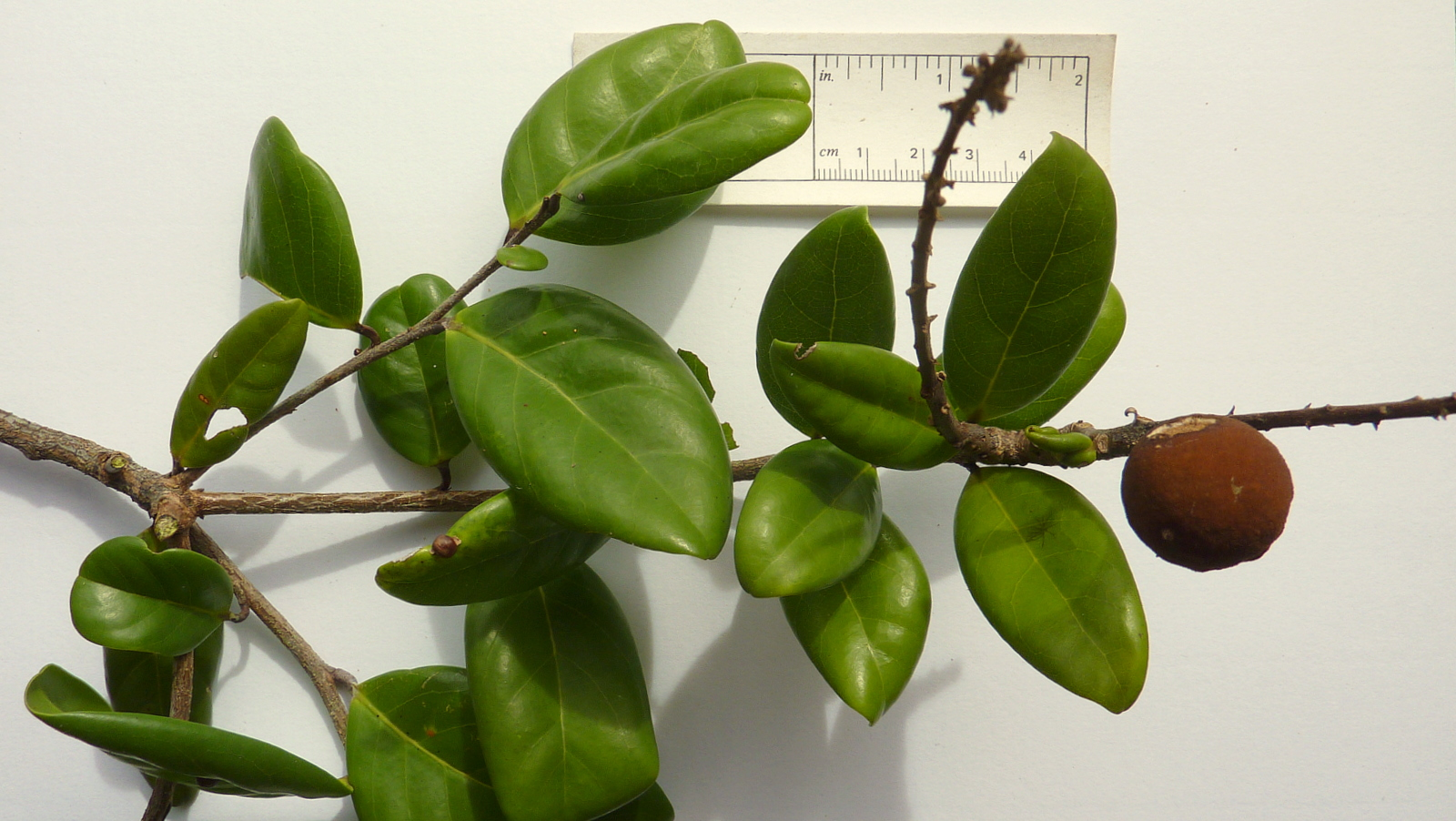
Licania littoralis

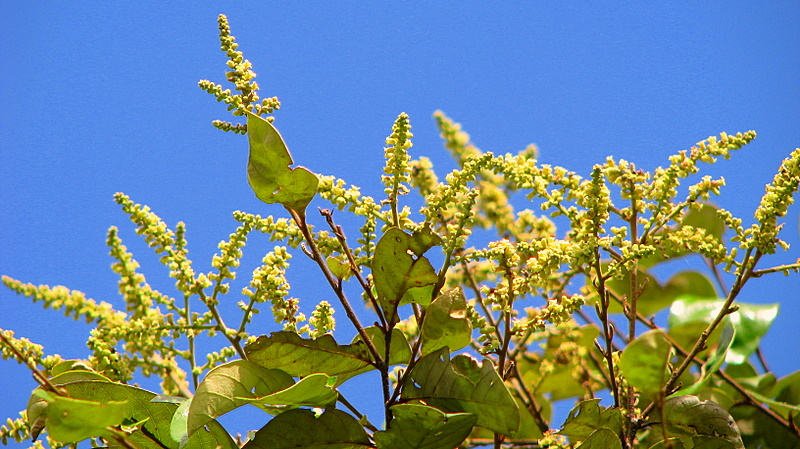
Licania nitida

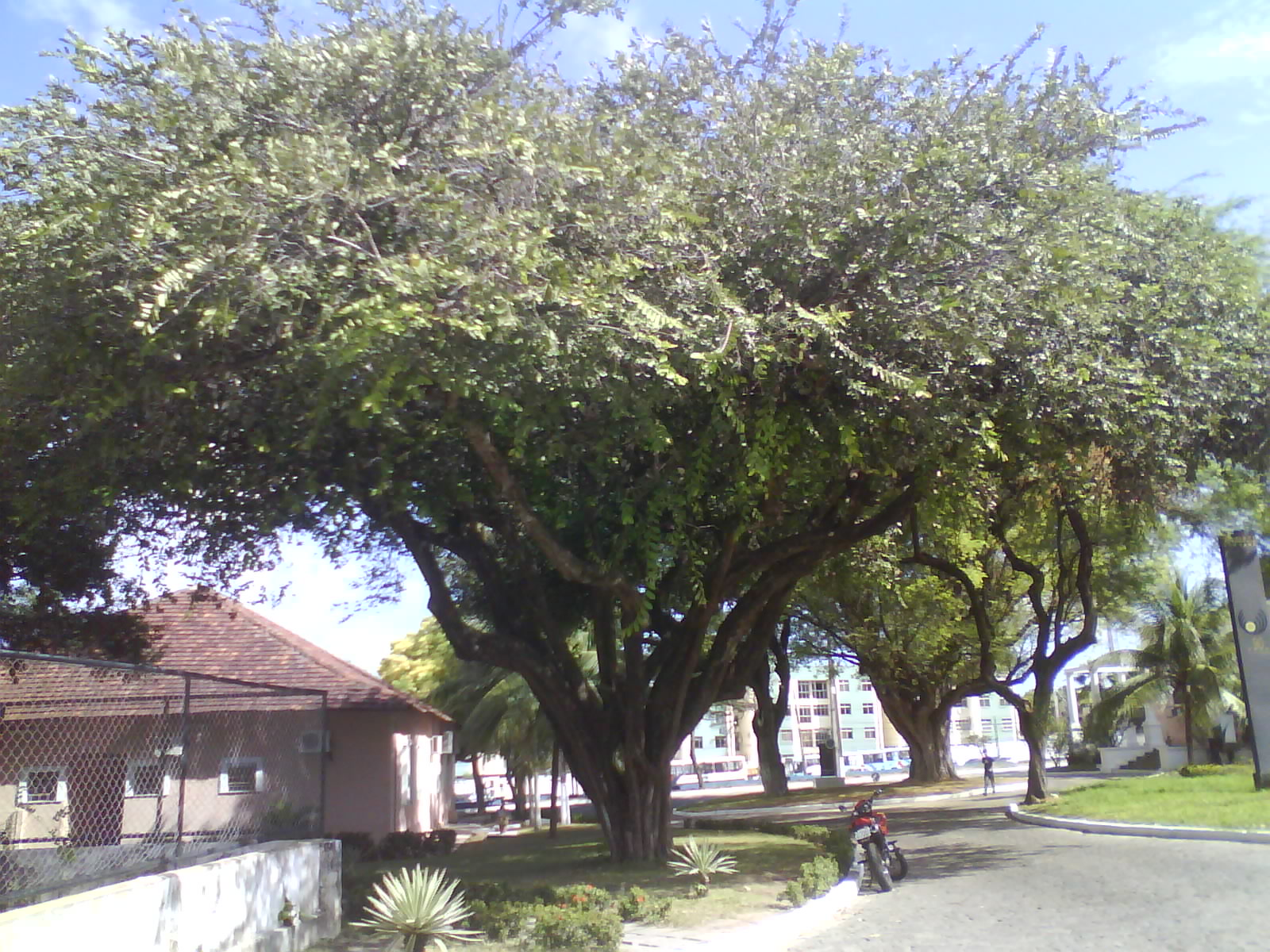
Licania rigida

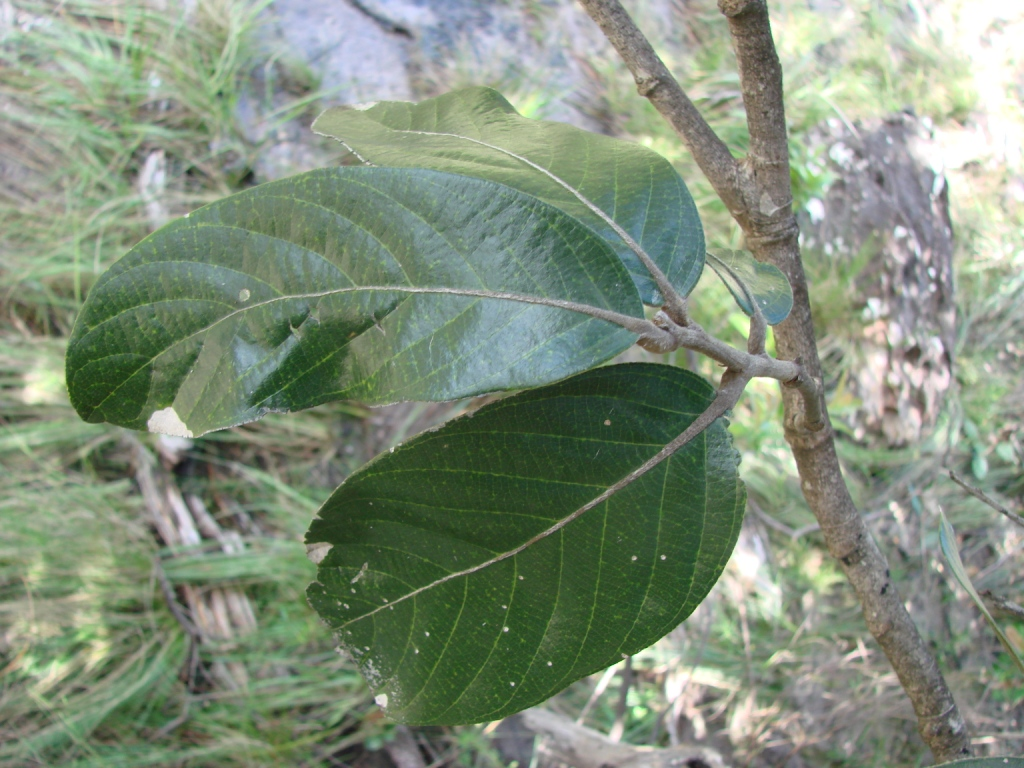
Licania sclerophylla

### Arten (Auswahl)
Die Gattung Licania s. l. umfasste 2001 mehr als 210 Arten Hier eine Auflistung Stand 2001:
- Licania adolphoduckei Prance: Sie wurde 2001 aus Brasilien erstbeschrieben.[3]
- Licania affinis Fritsch: Costa Rica bis Brasilien.[3]
- Licania alba (Bernoulli) Cuatrec.: Nördliches Südamerika bis nördliches Brasilien.[3]
- Licania albiflora Fanshawe & Maguire: Guayana, Französisch-Guayana und Suriname.[3]
- Licania amapaensis Prance: Französisch-Guayana und nördliches Brasilien.[3]
- Licania angustata Prance: Ecuador, Peru und nördliches Brasilien.[3]
- Licania anneae Prance: Brasilien.[3]
- Licania apetala (E.Mey.) Fritsch: die zwei Varietäten sind von der Insel Trinidad bis ins tropische Südamerika verbreitet.[3]
- Licania apiculata Prance: Brasilien.[3]
- Licania apiknae Prance: Sie wurde 2014 aus Peru erstbeschrieben.[3]
- Licania aracaensis Prance: Nördliches Brasilien.[3]
- Licania arachicarpa N.Zamora: Sie wurde 2013 aus Costa Rica erstbeschrieben.[3]
- Licania arachnoidea Fanshawe & Maguire
- Licania araneosa Taub.
- Licania arborea Seem.
- Licania areolata Prance
- Licania arianeae Prance
- Licania bahiensis Prance
- Licania belemii Prance
- Licania bellingtonii Prance
- Licania belloi Prance
- Licania blackii Prance
- Licania boliviensis Prance
- Licania boyanii Tutin
- Licania bracteata Prance
- Licania brittoniana Fritsch
- Licania bullata Prance
- Licania buxifolia Sandwith
- Licania cabrerae Prance
- Licania caldasiana Cuatrec.
- Licania calvescens Cuatrec.
- Licania canescens Benoist
- Licania cardiophylla Prance
- Licania cariae Cardozo
- Licania caudata Prance
- Licania cecidiophora Prance
- Licania celiae Prance
- Licania chiriquiensis Prance
- Licania chocoensis Cuatrec.
- Licania cidii Prance
- Licania compacta Fritsch
- Licania condoriensis Prance
- Licania conferruminata Prance
- Licania cordata Prance
- Licania coriacea Benth.
- Licania corniculata Prance
- Licania costaricensis Standl. & Steyerm.
- Licania couepiifolia Prance
- Licania crassivenia Spruce ex Hook. f.
- Licania cruegeriana Urb.
- Licania cuatrecasasii Prance
- Licania cuprea Sandwith
- Licania cuspidata (Rusby) Prance
- Licania cuyabenensis Prance
- Licania cyathodes Benoist
- Licania cymosa Fritsch
- Licania davillifolia Benoist
- Licania dealbata Hook. f.
- Licania densiflora Kleinh.
- Licania diegogomezii Prance
- Licania discolor Pilg.
- Licania divaricata Benth.
- Licania dodsonii Prance
- Licania durifolia Cuatrec.
- Licania egleri Prance
- Licania elliptica Standl.
- Licania emarginata Spruce ex Hook. f.
- Licania espinae Prance
- Licania fanshawei Prance
- Licania farinacea Prance
- Licania fasciculata Prance
- Licania ferreirae Prance
- Licania filomenoi Prance
- Licania foldatsii Prance
- Licania foveolata Prance
- Licania fritschii Prance
- Licania fuchsii Prance
- Licania furfuracea Prance
- Licania fusicarpa (Kosterm.) Prance
- Licania gardneri (Hook. f.) Fritsch
- Licania gentryi Prance
- Licania glabriflora Prance
- Licania glauca Cuatrec.
- Licania glazioviana Warm.
- Licania gonzalezii Miranda
- Licania gracilipes Taub.
- Licania grandibracteata Prance
- Licania granvillei Prance
- Licania guatemalensis Lundell
- Licania guianensis (Aubl.) Griseb.
- Licania habantha Mart. ex Hook. f.
- Licania harlingii Prance
- Licania hedbergii Prance
- Licania heteromorpha Benth.
- Licania hirsuta Prance
- Licania hispida Prance
- Licania hitchcockii Maguire
- Licania hoehnei Pilg.
- Licania humilis Cham. & Schltdl.
- Licania hypoleuca Benth.
- Licania imbaimadaiensis Prance
- Licania impressa Prance
- Licania incana Aubl.
- Licania indurata Pilg.
- Licania intrapetiolaris Spreng. ex Hook. f.
- Licania irwinii Prance
- Licania jaramilloi Prance
- Licania jefensis Prance
- Licania jimenezii Prance
- Licania joseramosii Prance
- Licania kallunkiae Prance
- Licania klugii Prance
- Licania krukovii Standl.
- Licania kunthiana Hook. f.
- Licania laevigata Prance
- Licania lamentanda Prance
- Licania lanceolata Prance
- Licania lasseri Maguire
- Licania lata J.F.Macbr.
- Licania latifolia Benth. ex Hook. f.
- Licania latistipula Prance
- Licania laxiflora Fritsch
- Licania leptostachya Benth.
- Licania leucosepala Griseb.
- Licania licaniiflora (Sagot) S.F.Blake
- Licania littoralis Warm.
- Licania longicuspidata Prance
- Licania longipedicellata Ducke
- Licania longipetala Prance
- Licania longistyla (Hook. f.) Fritsch
- Licania macrocarpa Cuatrec.
- Licania macrophylla Benth.
- Licania maguirei Prance
- Licania majuscula Sagot
- Licania maranhensis Prance
- Licania maritima Prance
- Licania marleneae Prance
- Licania maxima Prance
- Licania megalophylla Prance
- Licania membranacea Sagot ex Laness.
- Licania mexicana Lundell
- Licania michauxii Prance
- Licania micrantha Miq.
- Licania microphylla Fanshawe & Maguire
- Licania miltonii Prance
- Licania minuscula Cuatrec.
- Licania minutiflora (Sagot) Fritsch
- Licania mollis Benth.
- Licania montana Prance
- Licania monteagudensis Prance
- Licania morii Prance
- Licania naviculistipula Prance
- Licania nelsonii Prance
- Licania niloi Prance
- Licania nitida Hook. f.
- Licania oblongifolia Standl.
- Licania obtusifolia Fritsch
- Licania occultans Prance
- Licania octandra (Hoffmanns. ex Schult.) Kuntze
- Licania operculipetala Standl. & L.O.Williams
- Licania orbicularis Spruce ex Hook. f.
- Licania ovalifolia Kleinh.
- Licania pakaraimensis Prance
- Licania palawanensis Prance
- Licania palcazuensis Prance
- Licania pallida (Hook. f.) Spruce ex Sagot
- Licania paraensis Prance
- Licania parviflora Benth.
- Licania parvifolia Huber
- Licania parvifructa Fanshawe & Maguire
- Licania persaudii Fanshawe & Maguire
- Licania piresii Prance
- Licania pittieri Prance
- Licania platycalyx (Cuatrec.) Sothers & Prance
- Licania platypus (Hemsl.) Fritsch: Die Früchte werden gegessen.
- Licania polita Spruce ex Hook. f.
- Licania prismatocarpa Spruce ex Hook. f.
- Licania pruinosa Benoist
- Licania pyrifolia Griseb.
- Licania reticulata Prance
- Licania retifolia S.F.Blake
- Licania riedelii Prance
- Licania rigida Benth.
- Licania riverae Prance
- Licania robusta Sagot
- Licania rodriguesii Prance
- Licania roraimensis Standl.
- Licania rufescens Klotzsch ex Fritsch
- Licania salicifolia Cuatrec.
- Licania salzmannii (Hook. f.) Fritsch
- Licania sandwithii Prance
- Licania santosii Prance
- Licania savannarum Prance
- Licania sclerophylla (Mart. ex Hook. f.) Fritsch
- Licania silvae Prance
- Licania silvatica Glaz. ex Prance
- Licania sothersiae Prance
- Licania sparsipilis S.F.Blake
- Licania spicata Hook. f.
- Licania splendens (Korth.) Prance
- Licania sprucei (Hook. f.) Fritsch
- Licania stevensii Prance
- Licania stewardii Prance
- Licania steyermarkii Maguire
- Licania stricta Kleinh.
- Licania subarachnophylla Cuatrec.
- Licania subrotundata Maguire
- Licania tachirensis Prance
- Licania tambopatensis Prance
- Licania teixeirae Prance
- Licania tepuiensis Prance
- Licania ternatensis Hook. f. ex Duss
- Licania tocantina Prance
- Licania tomentosa (Benth.) Fritsch
- Licania triandra Mart. ex Hook. f.
- Licania trigonioides J.F.Macbr.
- Licania turbinata Benth.
- Licania undulata Prance
- Licania unguiculata Prance
- Licania urceolaris Hook. f.
- Licania vasquezii Prance
- Licania vaupesiana Killip & Cuatrec.
- Licania velata Cuatrec.
- Licania velutina Prance
- Licania veneralensis Cuatrec.
- Licania wurdackii Prance

Diese Verwandtschaftsgruppe wurde bei Sothers et al. 2016 neu gegliedert:
- Gattung Hymenopus (Benth.) Sothers & Prance: Hier wurden 28 Arten eingeordnet.[5]
- Gattung Moquilea[5]

## Nutzung
Von einigen Arten werden die Früchte gegessen und einige Arten werden als Zierpflanzen verwendet.
Aus den Samen von Licania rigida wird Oiticicaöl und von Licania arborea das Cacahuanancheöl gewonnen, sie werden vor allem in der Lackindustrie verwendet.